# Meinrad Suter
Meinrad Suter, né le 26 novembre 1766 à Schwytz et mort le 25 mai 1816 dans cette même ville est une personnalité politique suisse.

## Biographie
Meinrad Suter est vice-landamman de Schwytz de 1802 à 1805, puis landamman de Schwytz de 1805 à 1807 et de 1811 à 1813.
Sa fille Josefa Aloisia Suter est l'épouse du landamman Fridolin Holdener.